# Natație la Jocurile Olimpice de vară din 2024 - 200 m liber (feminin)
Proba de înot 200 de metri liber feminin de la Jocurile Olimpice de vară din 2024 s-a desfășurat în perioada 28-29 iulie 2024 la Paris Aquatics Centre.

## Recorduri
Înaintea acestei competiții, recordurile mondiale și olimpice erau următoarele:
| Record  | Atlet                | Timp    | Loc                 | Data          |
| ------- | -------------------- | ------- | ------------------- | ------------- |
| Mondial | Ariarne Titmus (AUS) | 1:52,23 | Brisbane, Australia | 12 iunie 2024 |
| Olimpic | Ariarne Titmus (AUS) | 1:53,50 | Tokyo, Japonia      | 28 iulie 2021 |

## Program
Orele sunt ora Franței (UTC+1) 
| Data                    | Timp        | Etapă                 |
| ----------------------- | ----------- | --------------------- |
| Duminică, 28 iulie 2024 | 12:00 21:50 | Calificări Semifinale |
| Luni, 29 iulie 2024     | 21:53       | Finala                |

## Rezultate

### Calificări
Înotătoarele cu cei mai buni 16 timpi s-au calificat în semifinale, indiferent de cursa de calificare în care au participat.
| Poz. | Cursă | Culoar | Înotător                 | Țară                       | Timp    | Note |
| ---- | ----- | ------ | ------------------------ | -------------------------- | ------- | ---- |
| 1    | 3     | 4      | Mollie O'Callaghan       | Australia                  | 1:55,79 | CS   |
| 2    | 4     | 3      | Mary-Sophie Harvey       | Canada                     | 1:56,21 | CS   |
| 3    | 4     | 4      | Ariarne Titmus           | Australia                  | 1:56,23 | CS   |
| 4    | 2     | 3      | Li Bingjie               | China                      | 1:56,28 | CS   |
| 5    | 2     | 4      | Siobhán Haughey          | Hong Kong                  | 1:56,38 | CS   |
| 6    | 2     | 5      | Claire Weinstein         | Statele Unite ale Americii | 1:56,48 | CS   |
| 7    | 3     | 3      | Erika Fairweather        | Noua Zeelandă              | 1:56,54 | CS   |
| 8    | 2     | 6      | Maria Fernanda Costa     | Brazilia                   | 1:56,65 | CS   |
| 9    | 4     | 5      | Yang Junxuan             | China                      | 1:56,83 | CS   |
| 10   | 3     | 5      | Barbora Seemanová        | Cehia                      | 1:57,02 | CS   |
| 11   | 4     | 6      | Erin Gemmell             | Statele Unite ale Americii | 1:57,23 | CS   |
| 12   | 3     | 2      | Valentine Dumont         | Belgia                     | 1:57,50 | CS   |
| 13   | 2     | 2      | Lilla Minna Ábrahám      | Ungaria                    | 1:57,77 | CS   |
| 14   | 4     | 2      | Aimee Canny              | Africa de Sud              | 1:57,81 | CS   |
| 15   | 3     | 7      | Snæfríður Jórunnardóttir | Islanda                    | 1:58,32 | CS   |
| 16   | 4     | 1      | Rebecca Diaconescu       | România                    | 1:59,29 | CS   |
| 17   | 4     | 7      | Julia Mrozinski          | Germania                   | 1:59,87 |      |
| 18   | 2     | 1      | Enkhkhuslen Batbayar     | Mongolia                   | 1:59,94 |      |
| 19   | 2     | 7      | Lea Polonsky             | Israel                     | 2:00,38 |      |
| 20   | 3     | 1      | María Yegres             | Venezuela                  | 2:00,66 |      |
| 21   | 4     | 8      | Andrea Becali            | Cuba                       | 2:03,38 |      |
| 22   | 3     | 8      | Julimar Ávila            | Honduras                   | 2:04,88 |      |
| 23   | 1     | 4      | Dhinidhi Desinghu        | India                      | 2:06,96 |      |
| 24   | 2     | 8      | Lojine Abdalla Salah     | Egipt                      | 2:07,19 |      |
| 25   | 1     | 5      | Ariana Southa Dirkzwager | Laos                       | 2:07,22 |      |
| 26   | 1     | 3      | Jehanara Nabi            | Pakistan                   | 2:10,69 |      |
| 27   | 1     | 6      | Kaltra Meca              | Albania                    | 2:12,21 |      |
| 28   | 1     | 7      | Maha Alshehhi            | Emiratele Arabe Unite      | 2:17,17 |      |
| 29   | 1     | 1      | Mashael Meshari A Alayed | Arabia Saudită             | 2:19,61 |      |
| 30   | 1     | 2      | Duana Lama               | Nepal                      | 2:20,74 |      |
|      | 3     | 6      | Nikolett Pádár           | Ungaria                    | DS      |      |

### Semifinale
Înotătoarele cu cei mai buni 8 timpi au avansat în finală.
| Loc | Serie | Culoar | Înotătoare               | Țară                       | Timp    | Note |
| --- | ----- | ------ | ------------------------ | -------------------------- | ------- | ---- |
| 1   | 2     | 5      | Ariarne Titmus           | Australia                  | 1:54,64 | C    |
| 2   | 2     | 4      | Mollie O'Callaghan       | Australia                  | 1:54,70 | C    |
| 3   | 1     | 3      | Claire Weinstein         | Statele Unite ale Americii | 1:55,24 | C    |
| 4   | 2     | 3      | Siobhán Haughey          | Hong Kong                  | 1:55,51 | C    |
| 5   | 2     | 2      | Yang Junxuan             | China                      | 1:55,90 | C    |
| 6   | 1     | 2      | Barbora Seemanová        | Cehia                      | 1:56,06 | C    |
| 7   | 2     | 6      | Erika Fairweather        | Noua Zeelandă              | 1:56,31 | C    |
| 8   | 1     | 4      | Mary-Sophie Harvey       | Canada                     | 1:56,37 | C    |
| 9   | 2     | 7      | Erin Gemmell             | Statele Unite ale Americii | 1:56,46 |      |
| 10  | 1     | 5      | Li Bingjie               | China                      | 1:56,56 |      |
| 11  | 1     | 6      | Maria Fernanda Costa     | Brazilia                   | 1:56,89 |      |
| 12  | 1     | 1      | Aimee Canny              | Africa de Sud              | 1:57,34 |      |
| 13  | 1     | 7      | Valentine Dumont         | Belgia                     | 1:57,50 |      |
| 14  | 2     | 1      | Lilla Minna Ábrahám      | Ungaria                    | 1:57,78 |      |
| 15  | 2     | 8      | Snæfríður Jórunnardóttir | Islanda                    | 1:58,78 |      |
| 16  | 1     | 8      | Rebecca Diaconescu       | România                    | 1:59,58 |      |

### Finala
Rezultate finală.
| Loc | Culoar | Înotătoare         | Țară                       | Timp    | Note |
| --- | ------ | ------------------ | -------------------------- | ------- | ---- |
| 1   | 5      | Mollie O'Callaghan | Australia                  | 1:53,27 | RO   |
| 2   | 4      | Ariarne Titmus     | Australia                  | 1:53,81 |      |
| 3   | 6      | Siobhán Haughey    | Hong Kong                  | 1:54,55 |      |
| 4   | 8      | Mary-Sophie Harvey | Canada                     | 1:55,29 |      |
| 5   | 2      | Yang Junxuan       | China                      | 1:55,38 |      |
| 6   | 7      | Barbora Seemanová  | Cehia                      | 1:55,47 |      |
| 7   | 1      | Erika Fairweather  | Noua Zeelandă              | 1:55,59 |      |
| 8   | 3      | Claire Weinstein   | Statele Unite ale Americii | 1:56,60 |      |